# Xia-dynastie
De Xia-dynastie was volgens de traditionele Chinese geschiedschrijving de eerste dynastie van China. Zij zou tussen 2205 en 1766 v.Chr. hebben geregeerd over het centrale deel van het huidige Henan en het zuidwesten van Shanxi. De naam van de dynastie was afkomstig van de naam van het gebied dat Yu, de stichter van de dynastie, als leen zou hebben ontvangen. Veel Chinese historici gaan uit van de historische realiteit van deze dynastie. Daarentegen is voor veel westerse historici het bestaan van de Xia-dynastie nog steeds onvoldoende bewezen.

## Chronologie van de Xia
In de Chinese historische traditie volgt de Xia-dynastie op de periode van de Vijf Oerkeizers. Er zijn zeventien namen van koningen overgeleverd. Voor het eerst in de Chinese traditie is er sprake van erfopvolging (waarbij een zoon zijn vader opvolgde). Er bestaan verschillen in de datering van de Xia:
- Volgens de traditionele Chinese chronologie (die teruggaat op berekeningen van Liu Xin, 46 v.Chr. - 23 n.Chr.) regeerde de Xia-dynastie 439 jaar, tussen 2205 en 1766 v.Chr.
- Volgens de Bamboe-annalen regeerde de Xia 431 jaar, tussen 1989 en 1558 v.Chr.
- Volgens de door Wang Guowei eind 19e eeuw gereconstrueerde versie van de Bamboe-annalen regeerde de Xia 471 jaar, tussen 1994 en 1523 v.Chr.
- In de Chinese archeologie gebruikt men een minder nauwkeurige datering: de periode tussen de 21e en de 16e eeuw, waarvan de Erlitoucultuur het tijdvak tussen de 19e en de 16e eeuw omvat.
- Het Xia Shang Zhou Chronologie Project, een in 1996 door de regering van de Volksrepubliek China officieel ingestelde commissie gaf in 2000 als data voor Xia 2070 en 1600 v.Chr. Dit zou de standaard moeten worden voor zowel schoolboeken als wetenschappelijke werken, maar het eindrapport is nooit verschenen.

## Heeft de Xia-dynastie werkelijk bestaan?

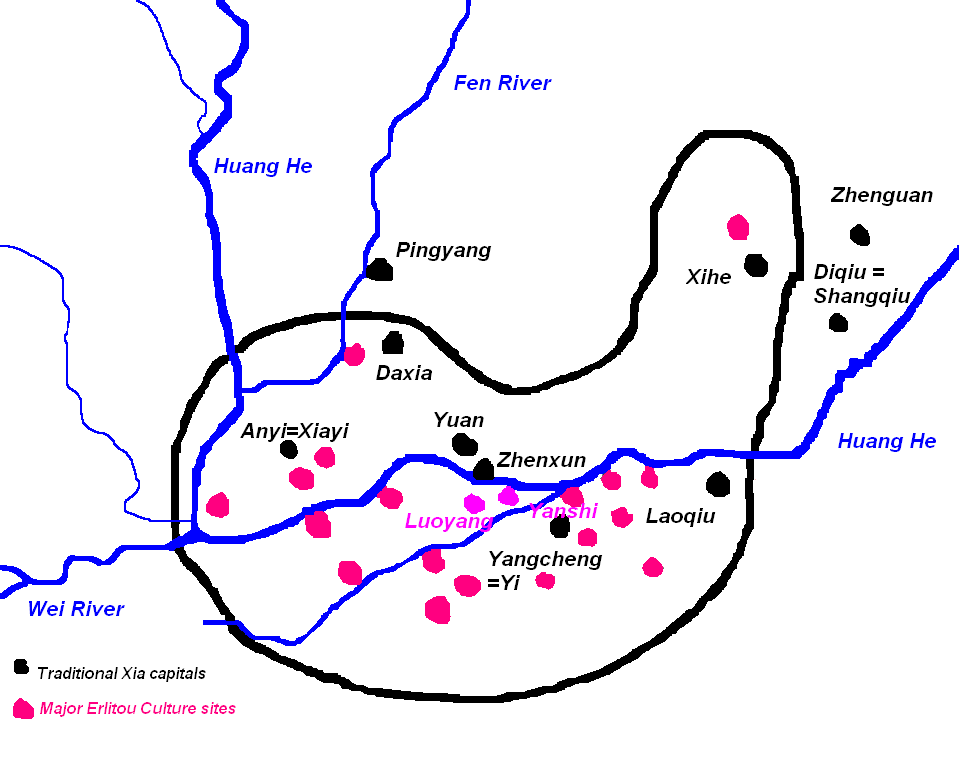
Het gebied dat met de Erlitoucultuur in verband wordt gebracht. In rood zijn de belangrijkste Erlitoucultuur-opgravingen aangegeven. De in de tradities genoemde hoofdsteden van de Xia zijn zwart aangegeven (naar K.C. Chang, The Archaeology of Ancient China, p. 319).

Het machtsbereik van de Xia dynastie volgens de traditionele Chinese geschiedschrijving (en tot op heden gevolgd in werken die geen onderscheid maken tussen archeologische cultuur en politieke eenheid.)

Door Chinese archeologen wordt een archeologische vindplaats te Erlitou (bij Luoyang in Henan) gezien als een centrum van de Xia-dynastie. Zij zijn hiervan overtuigd door een combinatie van drie factoren:
- Deze plaats lag midden in het gebied dat de traditionele Chinese geschiedschrijving in verband bracht met de Xia-dynastie.
- Verder werden de vondsten gedateerd tussen 1900 en 1500 v.Chr. en pasten daarmee binnen de traditionele chronologie van de Xia-dynastie.
- Ten slotte omvatte de invloedssfeer van deze cultuur een uitgestrekt gebied. De archeologische vondsten binnen dit gebied waren eenvormig, zodat men concludeerde dat er sprake moest zijn geweest van een machtige staat binnen dat gebied.

Bij westerse historici blijft scepsis bestaan. De archeologie kan het bestaan van de Xia-dynastie pas met zekerheid aantonen als er schriftelijke bronnen uit die tijd zijn gevonden. Ook is er kritiek op de methode die Chinese archeologen hebben gebruikt: de plaats van de opgravingen en de analyse van de archeologische vondsten van Erlitou werden beïnvloed door de overgeleverde tradities. Vervolgens werden die resultaten weer gebruikt om de juistheid van de overgeleverde tradities aan te tonen. Op die manier werden de archeologische vondsten ondergeschikt gemaakt aan de veel later geschreven bronnen. Toch betekent die kritiek niet dat westerse wetenschappers het bestaan van de Xia-dynastie a priori verwerpen. De traditioneel overgeleverde lijst van Shang-koningen bleek achteraf te kunnen worden bevestigd door archeologische vondsten. Dit kan ook gelden voor de overgeleverde lijst van Xia-heersers.
De Shang maakten in hun orakelbotinscripties geen enkele melding van de Xia. De eerste vermeldingen stammen uit de late Zhou-tijd. Mogelijk wilden de Zhou hun macht legitimeren door een relatie te leggen met een staat die in het verleden op een of andere manier met de Shang had geconcurreerd. Over de vraag of dit een feitelijke staat of een fictief rijk was geweest verschillen de meningen:
- Volgens Kwang-chih Chang (K.C. Chang), archeoloog en specialist op het terrein van de Chinese pre-historie, had de Xia-staat daadwerkelijk bestaan. Xia was echter geen voorganger van de Shang, zoals in de traditionele geschiedschrijving werd gesteld, maar een staat die gelijktijdig met Shang bestond. Mogelijk hebben Xia en Shang elk een tijdlang de hegemonie uitgeoefend over de tienduizend staten (萬國, wan guo). Deze term werd in de traditionele geschiedschrijving gebruikt voor de in dorpen geordende agrarische gemeenschappen gedurende de laatste periode van de pre-dynastieke tijd. Van al die staten zijn in latere bronnen alleen gebeurtenissen uit Xia en Shang opgetekend. Verder zijn deze bronnen volledig samengesteld door de Zhou. Hun redenen om alleen iets over die en niets over andere staten te vermelden blijven onbekend.
- Volgens Sarah Allan, Amerikaans sinologe en gespecialiseerd in Chinese mythologie heeft Xia als staat nooit bestaan. Het ging om een, allengs steeds minder begrepen restant van een mythe van de Shang. Die beschouwden de Xia als een mythische schaduwwereld, het omgekeerde van de werkelijke wereld. Zo associeerden de Shang hun eigen, werkelijke wereld met de zon (mythe van de tien zonnen), het oosten (zonsopgang) en het leven. De Xia werden door hen verbonden met een onderwereld, met de dood, met het westen (zonsondergang) en met water, inclusief daarin levende schepselen zoals draken en schildpadden. Deze mythische Xia werden later door Zhou beschouwd als een reële staat die ooit door de Shang was overwonnen. Die overwinning was voor de Zhou een historische legitimatie om op hun beurt de macht over te nemen van de Shang. Dit werd vervolgens door de Zhou gerechtvaardigd door het concept van het Hemels Mandaat, dat zij ontvingen toen zij de macht overnamen van de Shang, net zoals de Shang dat zouden hebben ontvangen toen zij de macht overnamen van de Xia.

## Een mythische stichter van de dynastie

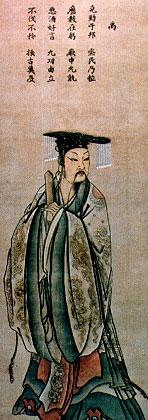
Geïdealiseerd portret van Yu de mythische stichter van de Xia-dynastie, compleet met rituele hoofdkap, die sinds de tijd van de Strijdende Staten diende als symbool voor de uitoefening van macht).

De westerse scepsis over het bestaan van de Xia-dynastie werd nog verstrekt doordat Yu (禹), de stichter van de Xia-dynastie in de traditionele geschiedschrijving wordt omschreven als een cultuurheld met mythische eigenschappen. Yu zou zijn geboren uit Gun, toen die na zijn executie was veranderd in een rots. Volgens de Shiji wist hij met bijna bovenmenselijke toewijding en doorzettingsvermogen het gevaar van overstromingen te weren door persoonlijk te zorgen voor een betere afwatering van de rivieren en niet door het verhogen van dijken zoals zijn voorganger Gun deed. Shun, de toenmalige heerser, was zeer onder de indruk van deze werkzaamheden en toewijding en benoemde hem tot zijn opvolger.
De betekenis van 禹, het karakter dat de naam van Yu weergeeft is onbekend. Volgens de Shuowen jiezi (說文解字), een woordenboek uit de 2e eeuw na Chr. werd er reptiel mee bedoeld. Dit paste bij de belangrijke rol van water in de overgeleverde verhalen over Yu. Ook de betekenis van het karakter 鲧 (Gun, grote vis), de naam van de mythische vader van Yu, had met water te maken. Mogelijk waren zowel Gun als Yu oorspronkelijk watergoden met de gedaante van een dier en waren zij afkomstig uit de regio van de Jangtsekiang. Deze plaatselijke mythen werden in de geschiedschrijving tijdens de Han-dynastie samengevoegd en 'gerationaliseerd' als activiteiten ter bestrijding van overstromingen. Die bestrijding vond plaats binnen een naar het verleden toe geprojecteerd keizerrijk, dat op dezelfde wijze was georganiseerd als het rijk van de Han dynastie. Gun en Yu verloren zo hun goddelijke status en werden teruggebracht tot functionarissen in dienst van de keizer. Zij kregen dezelfde status als ambtenaren in de 2e eeuw v.Chr.
In de latere historiografie werd Yu gezien als een van de Drie Volmaakte Koningen (三王, san wang), Hij diende als voorbeeld voor latere functionarissen vanwege zijn toewijding en doorzettingsvermogen. Dit waren twee karaktereigenschappen die binnen de confucianistische traditie zeer werden gewaardeerd, waardoor zij in de traditionele, exemplarische biografieën van Yu zo sterk werden benadrukt.

## Xia in de traditionele historiografie
De belangrijkste bronnen voor de traditionele geschiedenis van de Xia zijn de Shiji, de Shujing (Boek der documenten) en de Bamboe-annalen. De overgeleverde heerserslijst bestaat uit de namen van zeventien koningen, verdeeld over veertien generaties.

### Usurpatie
De tweede heerser, Qi, de zoon van de stichter van de dynastie, vertoont, net als zijn vader, nog mythische karaktertrekken. Ook hij zou zijn geboren uit een rots.
Volgens de Shiji verloor de derde koning, Tai Kang, zijn rijk. Zijn broers betreurden dit verlies en componeerden het Lied van de Vijf Broers, nu een onderdeel van de Shujing. Toen Tai Kang stierf kwam zijn jongere broer Zhong Kang op de troon. Tijdens zijn regering werden 'de seizoenen verstoord en raakten de dagen in verwarring door het wangedrag van Xi en He', twee astronomen. Op bevel van de koning werden zij terechtgesteld door de markies van Yin. 'Zo kon de regelmaat weer worden hersteld'. Zhong Kang werd na zijn dood opgevolgd door zijn zoon Xiang en daarna door diens zoon Shao Kang.
Volgens deze traditie begon de Xia-dynastie met het verlies van het koninkrijk. De Shiji maakt niet duidelijk aan wie Tai Kang zijn rijk verloor. Volgens een andere bron, de Chuci (楚辭, Liederen van Chu of Liederen uit het Zuiden), werd de macht overgenomen door Yi, leider van de Youqiongshi (有窮氏), een clan van het oostelijke Yi volk. Hij was mogelijk dezelfde als Houyi, de mythische boogschutter die negen van de tien zonnen uit de hemel zou hebben geschoten. Hij plaatste Zhong Kang op de troon. Later werd Yi vermoord door zijn 'generaal' Han Zhuo en aan zijn zonen gevoerd. Die weigerden hem echter te eten, waarop ook zij stierven. Han Zhuo versloeg Xiang, de opvolger van Zhong Kang en nam (volgens de latere pseudochronologie) voor veertig jaar de macht over van de Xia. Uiteindelijk werden Han Zhuo en zijn zoon Han Jiao verslagen door Shaokang, de in ballingschap geboren zoon van koning Xiang. Hij herstelde zo de Xia-dynastie.
In de 20e eeuw werd de periode van Tai Kang tot en met Shao Kang door de groep sceptische historici rond de Gushibian gezien als een invoeging die los stond van de daarop volgende lijst van koningen. Omdat het niet logisch was dat een dynastie begon met een usurpatie moest het hier wel gaan om de beschrijving van een andere dynastie. Volgens Sarah Allan was dat de Shangdynastie. Er rustte een taboe op het noemen van de naam van gestorven heersers. Zij zag Kang (康) als een vervanging voor de werkelijke naam Geng (庚). 'Geng' was een dagaanduiding en verschilde in schrijfwijze nauwelijks van 'kang'. De namen 'Tai Kang', 'Zhong Kang' en 'Shao Kang' waren eigenlijk 'Tai Geng', 'Zhong Geng' en 'Shao Geng' en waren zo op dezelfde wijze opgebouwd als de namen van de Shang-koningen, namelijk een generatie- of verwantschapsaanduiding gevolgd door een dagaanduiding.

### De koningslijst tot Jie
Van de overige heersers na Shaokang vermeldde de Shiji slechts dat ze regeerden, dood gingen en werden opgevolgd. In de Bamboe-annalen staat aangegeven hoelang ze geregeerd zouden hebben. Ook worden wat meer details over hun regeerperiodes gegeven. Door hun beknoptheid zijn die mededelingen echter moeilijk te duiden. De namen van deze Xia-heersers bestaan steeds uit één lettergreep. Slechts twee in de Shiji genoemde heersers vormden hierop een uitzondering. Hun namen hebben twee lettergrepen. In de Bamboe-annalen wordt nog een derde heersers met twee lettergrepen vermeld. Bij elk van deze drie vorsten zijn gebeurtenissen vermeld die hen deed afwijken van de andere koningen:
- De elfde koning, Bu Jiang, deed vrijwillig afstand van de troon ten gunste van zijn jongere broer Jiong. Hij was volgens de traditie de enige vorst uit de periode van de drie dynastieën (Xia, Shang en Zhou) die vrijwillig de macht afstond. Hierdoor werd de opvolgingslijn onderbroken. In tegenstelling tot de Xia was het bij de Shang wel gebruikelijk dat een vorst eerst door zijn broers werd opgevolgd en pas daarna door de volgende generatie.
- De naam van de dertiende heerser was volgens de Shiji Jin, maar volgens de Bamboe-annalen Yin Jia (胤甲). Met deze vorst werd de oorspronkelijke opvolgingslijn weer hersteld. Zijn naam was op dezelfde wijze opgebouwd als die van de latere Shang-vorsten. De eigenlijke naam Yin (胤) werd gevolgd door de dagaanduiding Jia (甲). In de Bamboeannalen wordt verder vermeld dat in het jaar van zijn overlijden tien zonnen tegelijk opkwamen. Volgens Sarah Allan ging het bij die tien zonnen om een Shang-mythe. Door dit voorteken werd de Xia-koning vervloekt, waarmee het verval van de Xia werd aangekondigd. De vermelding in de Bamboe-annalen dat de residentie van Yin Jia aan de 'westelijke' rivier lag was volgens Allan een ander bewijs voor de relatie tussen de Xia en de Shang. Door de Shang werden de Xia immers geassocieerd met het westen.
- De veertiende koning, Kong Jia, was volgens de bronnen de zoon van Bu Jiang, de elfde koning. Ook zijn naam is op dezelfde wijze samengesteld als die van de latere Shang-vorsten. Zijn naam, Kong (孔) werd gevolgd door de dagaanduiding Jia (甲). Volgens de Shiji had hij 'verdorven zeden', diende hij 'demonen en geesten' (gui shen, 鬼神) en bracht zo de dynastie in gevaar. De Duitse sinoloog Herbert Franke beschouwde hem als aanhanger van de Shang religie, die volgens hem sjamanistische en orgiastische kenmerken bevatte. Als deze theorie juist is hebben Xia en Shang een tijdlang naast elkaar geregeerd. Verder vermeldde de Shiji onder deze vorst een moeilijk te duiden mythe over twee draken. Nadat een van de draken was gestorven werd hij door zijn verzorger bereid als maal voor koning Kong Jia. Volgens Sarah Allan werd ook hiermee symbolisch het verval van de Xia aangegeven. Volgens de Shang waren draken waterdieren die zij associeerden met de voorouders van de Xia. Het eten van de draak door een koning van de Xia betekende in feite dat hij iets at wat verwant was. Zo werd ook hier het verval van de Xia duidelijk gemaakt.

### De laatste heerser

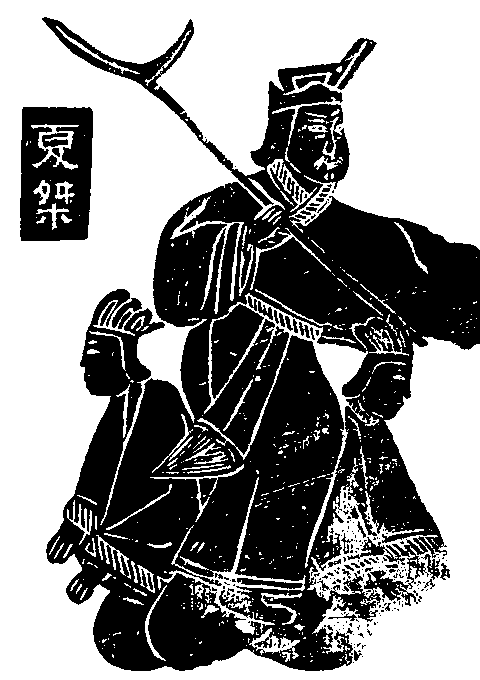
Koning Jie gewapend met een dolk-bijl (symbool van onderdrukking) en zittend op twee hofdames (symbool van machts-misbruik).
Afdruk van reliëf uit graftombe van de Wu-familie, Jiaxiang, Shandong, 150 na Chr.

Van Jie, de laatste heerser van de dynastie, werd gezegd dat hij een verdorven koning was. Dit paste geheel binnen de door Zhou geïntroduceerde doctrine van het Hemels Mandaat en de dynastieke cyclus. Hierbij was de laatste vorst door zijn incompetentie steeds oorzaak van de val van zijn dynastie. De wreedheden van Jie zijn in de traditionele geschiedschrijving zo breed uitgemeten dat zijn naam 桀 (jié) uiteindelijk een synoniem werd voor wreedheid.
Jie werd onttroond door Tang, de leider van het Shangvolk en stichter van de Shang-dynastie. Hij zou Jie hebben verslagen in de Slag van Mingtiao (鳴條之戰, mingtiao zhizhan). Volgens de Shiji moet de veldslag, zelfs op grote afstand hebben geklonken als een donderbui. De Franse sinoloog Marcel Granet (1884 – 1940) stelde echter dat de traditionele overlevering van Jie was gebaseerd op die van de laatste Shangkoning. Een aantal wandaden die Jie zou hebben begaan, zoals de aanleg van het vleesbos en het wijnmeer zijn door de traditie ook toegeschreven aan Zhou (紂), de laatste heerser van de Shang-dynastie en dus volgens de doctrine van het Hemels Mandaat eveneens verdorven. David Nivison (1923-2014), een Amerikaanse sinoloog en gespecialiseerd in de Bamboe-annalen beschouwt Jie dan ook als een bedenksel van de latere Chinese historiografie en laat de Xia-dynastie eindigen met Fa.

### Daarna
Na de machtsovername door de Shang zouden de Xia een leengoed hebben ontvangen in Qi (杞), een gebied in het huidige Qixian (杞縣, district Qi), nabij Kaifeng in de provincie Henan. Qi wordt soms getranscribeerd als Qy, als onderscheid met de latere staat Qi (齊) in de huidige provincie Shandong. De nakomelingen van Jie voerden in Qi de titel Donglou Gong (東樓公, 'hertog' van Donglou). Nog ten tijde van Confucius gold dit gebied als een plek waar afwijkende tradities in ere werden gehouden, zoals het begraven van doden in hurkhouding (hurkgraf). De archeologische vindplaats Lutaigang (鹿台岗) bevat volgens Chinese archeologen talrijke resten uit de Longshancultuur en de Xia-dynastie. 

## Overgeleverde lijst van heersers van de Xia-dynastie
Lijst van heersers volgens de Shiji en de Bamboe-annalen. De traditionele chronologie is die volgens de 'Hoofdlijnen en details in de doorlopende spiegel' (Tongjian gangmu, 通鑑綱目) door Zhu Xi (1130-1200). Hoewel de chronologie door de jaartallen zeer exact lijkt, is in beide gevallen slechts sprake van een pseudo-chronologie, gebaseerd op speculatief-kosmische berekeningen en niet op feitelijke gebeurtenissen.
| Nr | Naam Shiji | Naam Bamboe-annalen | Verwantschap volgens traditie | Usurpators | Traditionele chronologie | Chronologie Bamboe-annalen |
| -- | ---------- | ------------------- | ----------------------------- | ---------- | ------------------------ | -------------------------- |
| 1  | Yu         | Yu                  |                               |            | 2205 - 2198              | 1989 - 1979                |
| 2  | Qi         | Qi                  | zoon van 1                    |            | 2197 - 2189              | 1978 - 1959                |
| 3  | Tai Kang   | Tai Kang            | zoon van 2                    |            | 2188 - 2160              | 1958 - 1953                |
| -  |            |                     |                               | Houyi      | -                        | -                          |
| 4  | Zhong Kang | Zhong Kang          | broer van 3                   |            | 2159 - 2147              | 1952 - 1944                |
| 5  | Xiang      | Xiang               | zoon van 4                    |            | 2146 - 2119              | 1943 - 1916                |
| -  |            |                     |                               | Hanzhuo    | 2118 - 2080              | 1915 - 1876                |
| 6  | Shao Kang  | Shao Kang           | zoon van 5                    |            | 2079 - 2058              | 1875 - 1853                |
| 7  | Zhu        | Zhu                 | zoon van 6                    |            | 2057 - 2041              | 1852 - 1834                |
| 8  | Huai       | Huai                | zoon van 7                    |            | 2040 - 2015              | 1833 - 1790                |
| 9  | Mang       | Mang                | zoon van 8                    |            | 2014 - 1997              | 1789 - 1731                |
| 10 | Xie        | Xie                 | zoon van 9                    |            | 1996 - 1981              | 1730 - 1703                |
| 11 | Bu Jiang   | Bu Jiang            | zoon van 10                   |            | 1980 - 1922              | 1702 - 1644                |
| 12 | Jiong      | Jiong               | broer van 11                  |            | 1921 - 1901              | 1643 - 1623                |
| 13 | Jin        | Yin Jia             | zoon van 12                   |            | 1900 - 1880              | 1622 - 1613                |
| 14 | Kong Jia   | Kong Jia            | zoon van 11                   |            | 1879 - 1849              | 1612 - 1602                |
| 15 | Gao        | Gao                 | zoon van 14                   |            | 1848 - 1838              | 1601 - 1597                |
| 16 | Fa         | Fa                  | zoon van 15                   |            | 1837 - 1819              | 1596 - 1590                |
| 17 | Jie        | Jie                 | zoon van 16                   |            | 1818 - 1766              | 1589 - 1558                |